# Atari 800XL
El Atari 800XL  es una computadora personal de la década de 1980. Era el modelo de gama alta con respecto al Atari 600XL, con el que coexistió. Utilizaba unidad de casete además de disquetera de 5 1/4" SS (Single Side, una sola cara). Disponía de un teclado normal, distintas tomas de conexión y poseía una gran cantidad de juegos, aplicaciones, gráficos y multimedia. Contaba con una paleta de 256 colores y un intérprete BASIC. Para los periféricos tales como unidades de casete, disqueteras, impresoras, módems, tenía el puerto SIO (Serial I/O), tenía salidas para conectarlo a la TV por medio de RF o a monitores de video compuesto. Su reloj funciona a 1,79 MHz (NTSC).

## Especificaciones técnicas
- Microprocesador :
  - MOS Technology 6502C

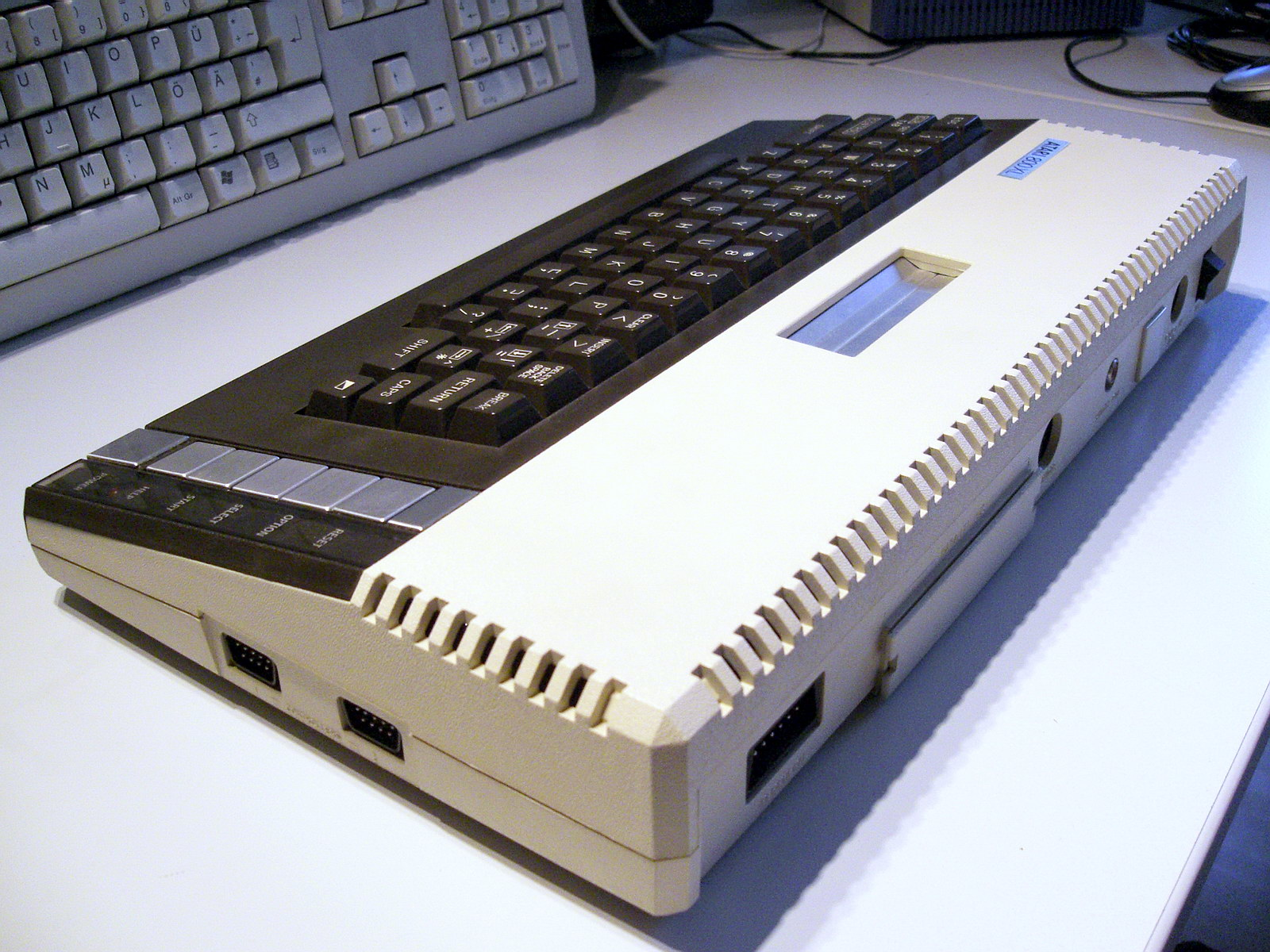
Vista trasera del Atari 800XL

  - Velocidad de reloj: 1,79 MHz (NTSC) / 1,77 MHz (PAL)

- Vídeo: ANTIC/GTIA
  - 256 colores
  - Modo texto: 40×25 caracteres; 256 caracteres definibles (8×8 pixeles, o 4×8 en modo multicolor); fondo definido por 4-bit
  - Modo mapa de bits: 320×200 (2 colores en bloques de 8×8), 160×200 (3 colores más fondos en bloques de 4x8)
  - 4 players monocolores de 8x256 y 4 misiles de 2x256 de resolución

- Sonido: POKEY
  - Sintetizador de 4 voces (canales)
  - Se encargaba además de leer el teclado y la entrada analógica de paddles.

- RAM: 
  - 64 kB

- ROM: 
  - 16 kB + 8kB Atari BASIC

- E/S:
  - Puerto serie SIO (para módem, unidades de disco, impresoras, etc.)
  - Salida de vídeo compuesto y audio
  - Salida modulada para TV
  - Interfaz de bus paralelo (PBI)
  - 2 conectores para joystick (u otros dispositivos de juego).
  - 1 conector en la parte superior para insertar cartuchos ROM